# Kineza (ornitologia)
Kineza (ang. cranial kinesis) – zjawisko poruszania szczęką górną u ptaków.
Występują następujące jej typy:
- prokineza – ruchoma jest cała górna szczęka. Zjawisko obecne u papug (Psittaciformes)[1]. Górna szczęka składa się z 3 sztywnych kości, mogących poruszać się niezależnie od siebie[2].
- rynokineza – w tym przypadku górna szczęka może być zginana zarówno w górę, jak i w dół; miejsce zgięcia leży w przód od nozdrzy. Podzielona na pięć rodzajów, w zależności od położenia miejsc zgięcia i ich ilości[2]. Spotykana u rodziny bekasowatych (Scolopacidae); może pełnić rolę w pożywianiu się małymi zwierzętami morskimi[3].
- amfikineza – zgięcie leży za nozdrzami; górna szczęka może poruszać się w górę i w dół[2]. Występuje jedynie u chruścieli[4].